# کارلس بوسک
کارلِـس بوسک (کاتالونیایی: Carles Bosch؛ زادهٔ ۱۹۵۲) روزنامه‌نگار، کارگردان فیلم، و فیلم‌نامه‌نویس اهل اسپانیا است. وی خبرنگار و گزارشگر «تلویزیون کاتالونیا» در دوران جنگ خلیج فارس بود.
کارلِـس بوسک یکی از دو فیلم‌نامه‌نویس فیلم «مهاجران غیرقانونی» بود که نامزد دریافت جایزه اسکار بهترین فیلم مستند در هفتاد و ششمین دوره جوایز اسکار شد.
وی همچنین برندهٔ جوایزی همچون جایزه انداس شده‌است.